# Truttemer-le-Grand
Truttemer-le-Grand – miejscowość i dawna gmina we Francji, w regionie Normandia, w departamencie Calvados. W 2013 roku populacja Truttemer-le-Grand wynosiła 661 mieszkańców. Przez miejscowość przepływa rzeka Vire. 
W dniu 1 stycznia 2016 roku z połączenia 8 ówczesnych gmin – Coulonces, Maisoncelles-la-Jourdan, Roullours, Saint-Germain-de-Tallevende-la-Lande-Vaumont, Truttemer-le-Grand, Truttemer-le-Petit, Vaudry oraz Vire – utworzono nową gminę Vire Normandie. 